# Fanfou
Fanfou (кит. 饭否, пиньинь Fanfou, палл. Фаньфоу) — китайский  микроблог, первый в Китае клон Твиттера.

## История
Систему микроблогов Fanfou.com основал Ван Син 12 мая 2007 года той же командой, что создала социальную сеть Renren (Xiaonei). Страницу разработали по технологии LAMP с API, совместимым с Твиттером.
Фирма Hewlett-Packard стала первым платным клиентом Фаньфоу 2 июня 2009.
7 июля 2009 года  Фаньфоу  было закрыто китайской цензурой по причине освещения  волнения уйгур в Урумчи (2009) Однако 11 ноября 2010 сервис заработал снова..